# Irenomys tarsalis
Irenomys tarsalis és una espècie de mamífer rosegador de la família dels cricètids que viu a Xile i l'oest de l'Argentina. El nom genèric Irenomys deriva de les paraules gregues ιρην ('pau') i μυς ('ratolí'). Oldfield Thomas l'anomenà així el 1919 per a commemorar la fi de la Primera Guerra Mundial l'any anterior.
La seva llargada total és d'entre 270 i 326 mm i la llargada de la cua d'entre 162 i 196 mm. Les potes posteriors fan entre 28 i 32 mm i les orelles entre 20 i 25 mm. Pesa entre 30 i 60 grams. Té els ulls grossos i el pell suau. L'esquena és de color gris rogenc amb línies fosques. Les orelles són de color negre marró i la panxa és més clara. I. tarsalis té 64 cromosomes